# Morti nel 250
| Questa pagina contiene informazioni ricavate automaticamente dalle voci biografiche con l'ausilio del template Bio e di un bot. L'aggiornamento è periodico e automatico e ricostruisce completamente la pagina. Se manca una persona in questa lista, sei pregato di non aggiungerla, ma accertati piuttosto che la sua voce biografica contenga il template Bio e che i dati anagrafici siano correttamente compilati. Se il template Bio manca, inseriscilo tu stesso o, in alternativa, metti l'avviso {{tmp\|Bio}} che ne segnala la mancanza. Se i dati riportati sono sbagliati, correggi direttamente la voce biografica; le modifiche saranno visibili in questa lista entro pochi giorni. Per chiarimenti vedi il progetto biografie. La lista contiene solo le 12 persone che sono citate nell'enciclopedia e per le quali è stato implementato correttamente il template Bio. Pagina aggiornata al 10 feb 2025. |

- 20 gennaio - Papa Fabiano, papa, vescovo e santo romano
- 2 febbraio - San Trifone, santo greco antico (n. 232)
- 18 maggio - Venanzio di Camerino, nobile romano (n. 235)
- 5 dicembre - Basso di Nizza, vescovo e santo romano
- Albina di Cesarea, romana (n. 238)
- Conone l'ortolano, santo romano
- Erodiano, funzionario e storico greco antico (n. 170)
- Giulio Valente Liciniano, romano
- Nāgārjuna, monaco buddhista indiano
- Pionio di Smirne, religioso e santo greco antico
- Reparata di Cesarea di Palestina, santa romana
- Tirso, santo greco antico